# Brasão de armas da Eritreia
O brasão de armas da Eritreia foi adoptado a 24 de Maio de 1993, à data da declaração de independência. Mostra um dromedário em cor natural rodeado por uma grinalda de oliveira. Na base, o listel diz "Estado da Eritreia" nas Línguas oficiais do país - Inglês ao meio, tigrínia à esquerda (ሃገረ ኤርትራ, transliteração; Hagere Ertra),
e Árabe à direita (دولة إرتريا،).